# Eduardo Tello Solís
Eduardo José Tello Solís fue un escritor e investigador mexicano, nacido en Mérida, Yucatán el 5 de octubre de 1936 y fallecido en la misma ciudad el 30 de diciembre de 2003. Se casó con Teresa Margarita Correa Mestre con quien tuvo cuatro hijos: Teresa Margarita, Martha Eugenia, Eduardo Ramón y Beatriz Margarita.

## Desempeño profesional
También educador, fue Secretario de Asuntos Educativos y Sociales de Yucatán en la administración del gobernador Francisco Luna Kan (1976-1982).
Profesor en el Colegio América de Mérida, Centro Universitario Montejo, Colegio Peninsular, Escuela Modelo, Universidad del Mayab, Instituto Tecnológico de Mérida, y el Instituto de Estudios de la Comunicación de Yucatán, todos del estado de Yucatán. También fue profesor invitado de la Universidad de Alabama (en EE. UU.)

## Obra
Entre sus libros se encuentran:
- Cristina (Novela),
- Cartas sin sobre
- La vida en Yucatán durante el gobierno del Conde de Peñalba (Ensayo)[2]
- Itzimná pueblo de poetas (Ensayo)[3]
- Historia del Himno Patriótico Yucateco La Independencia de Yucatán de España[4]
- Ricardo Mimenza Castillo: Un Poeta Yucateco de Acento Melancólico[5]